# Na prawach rękopisu
Na prawach rękopisu – standardowa formuła umieszczana na publikacjach poligraficznych, kserograficznych itp. powielonych w małej liczbie egzemplarzy i przeznaczonych do ograniczonego rozpowszechniania. 